# Орологопулова къща
Орологопуловата къща (на гръцки: Αρχοντικό Ωρολογόπουλου) е възрожденска къща в град Костур, Гърция.

## Местоположение
Къщата е разположена в южната традиционна махала Долца (Долцо) на улица „Пихеон“ № 1, до площад „Братя Емануил“ („Долца“).

## История
Сградата е построена в XIX век. В 1965 година сградата е обявена за паметник на културата.

## Архитектура
В архитектурно отношение къщата е двуетажна с П-образна форма. По-късно фасадата е променена от традиционна в неокласическа с псевдоколони, рамки около прозорците и други. В началото на XXI век е изцяло ремонтирана.